# Ludwig Lippert
Ludwig Lippert, né en 1878 et décédé en 1939, est un directeur de la photographie et réalisateur danois.

## Filmographie

### Directeur de la photographie

#### Cinéma
- 1913 : The Great Dock Disaster
- 1914 : En Sømandsbrud
- 1915 : Enhver
- 1923 : Der Tiger des Zirkus Farini
- 1923 : I.N.R.I. de Robert Wiene
- 1923 : Maciste und die chinesische Truhe
- 1923 : Tout pour l'or
- 1924 : Liebesbriefe der Baronin von S...
- 1925 : Was Steine erzählen
- 1926 : Die elf Schill'schen Offiziere de Rudolf Meinert
- 1926 : In der Heimat, da gibt's ein Wiedersehn!
- 1926 : La souris rouge
- 1926 : Le Fauteuil 47 de Gaston Ravel
- 1927 : Halloh - Caesar!
- 1927 : Laster der Menschheit
- 1928 : Der gefesselte Polo
- 1928 : Don Juan in der Mädchenschule
- 1928 : Gustav Mond, Du gehst so stille
- 1928 : Hände hoch, hier Eddy Polo
- 1929 : Aus dem Tagebuch eines Junggesellen
- 1929 : La Fin de Napoléon à Sainte-Hélène de Lupu Pick

#### Courts-métrages
- 1908 : Bjørnejagt i Rusland
- 1909 : Dans le Siam du Nord
- 1909 : Folkeliv i Sudan
- 1909 : L'Egypte antique

### Réalisateur

#### Courts-métrages
- 1909 : Folkeliv i Sudan
- 1909 : L'Egypte antique